# グレート・スコットランドヤード
グレート・スコットランドヤード (英: Great Scotland Yard) は、ロンドン・ウェストミンスターのセント・ジェームズ地区にある街路である。ノーサンバーランド・アベニューとホワイトホールに接続する。ロンドン警視庁の初代本部庁舎の裏口前を走る通りとして最もよく知られ、同庁本部の別称であるスコットランドヤードの由来となった。

## 歴史

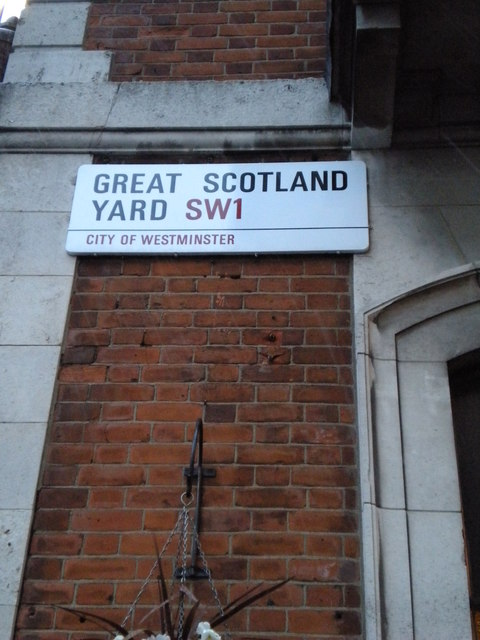
グレート・スコットランドヤードの街路表示。

当街路名の語源は定かではないが、1964年に『ニューヨーク・タイムズ』に掲載された記事によれば、スコットランド王国の外交官らとスコットランド国王がイングランド王国を訪問した際に泊まった宿舎に由来していると説明されている。同宿舎は、事実上のスコットランド大使館としても機能していた。
17世紀には、政府庁舎と公務員官舎があった。イングランド共和国時代のオリバー・クロムウェルの統治下では、建築家のイニゴー・ジョーンズとクリストファー・レン、詩人のジョン・ミルトン（1649年から1651年まで）が当地に居住した。18世紀後半には、当地区は卓越と威信との関わりがあった。たとえば、1690年代にはジョナサン・スウィフトが風刺小説『桶物語』の中で「...ウィルズ・コーヒーハウス、グレシャム・カレッジ、ワーウィック・レーン、ムーアフィールズ、スコットランドヤード、ウェストミンスター・ホール、ギルドホールの我が立派な同胞と友人たちよ、手短にいえば、法廷、教会、野営、市、国のすべての居住者及び召使その他誰であろうとも...」と著述し、評価を得た。
ロンドン警視庁によると、ホワイトホール・プレイス4番地にあった初代警視総監のオフィスには、グレート・スコットランドヤードに面する裏口があり、1862年のウェストミンスターの地図には、その所在地が記載されている。その裏口はやがて本部庁舎への一般市民の出入り口として使われるようになったため、スコットランドヤードがロンドン警視庁本部を指す換喩として使用されるようになった。
リチャード・ホーウッド作の1799年のロンドンの地図には、ホワイトホール通りの東側、海軍本部の反対側にグレート・スコットランドヤードが載っている。その下手にはクルドサックになっている通り —現在のホワイトホール・プレイス付近に当たるミドル・スコットランドヤード (Middle Scotland Yard) と、ミドル・スコットランドヤードから入ったところにあるロウアー・スコットランドヤード (Lower Scotland Yard) の2本— が走っている。ロウアー・スコットランドヤードは、1906年に戦争省庁舎が建てられた辺りにあったが、1862年の地図によれば、元はクルドサックだったホワイトホール・プレイスが当初のミドル・スコットランドヤードに代わったときに、ミドル・スコットランドヤードに改称された。

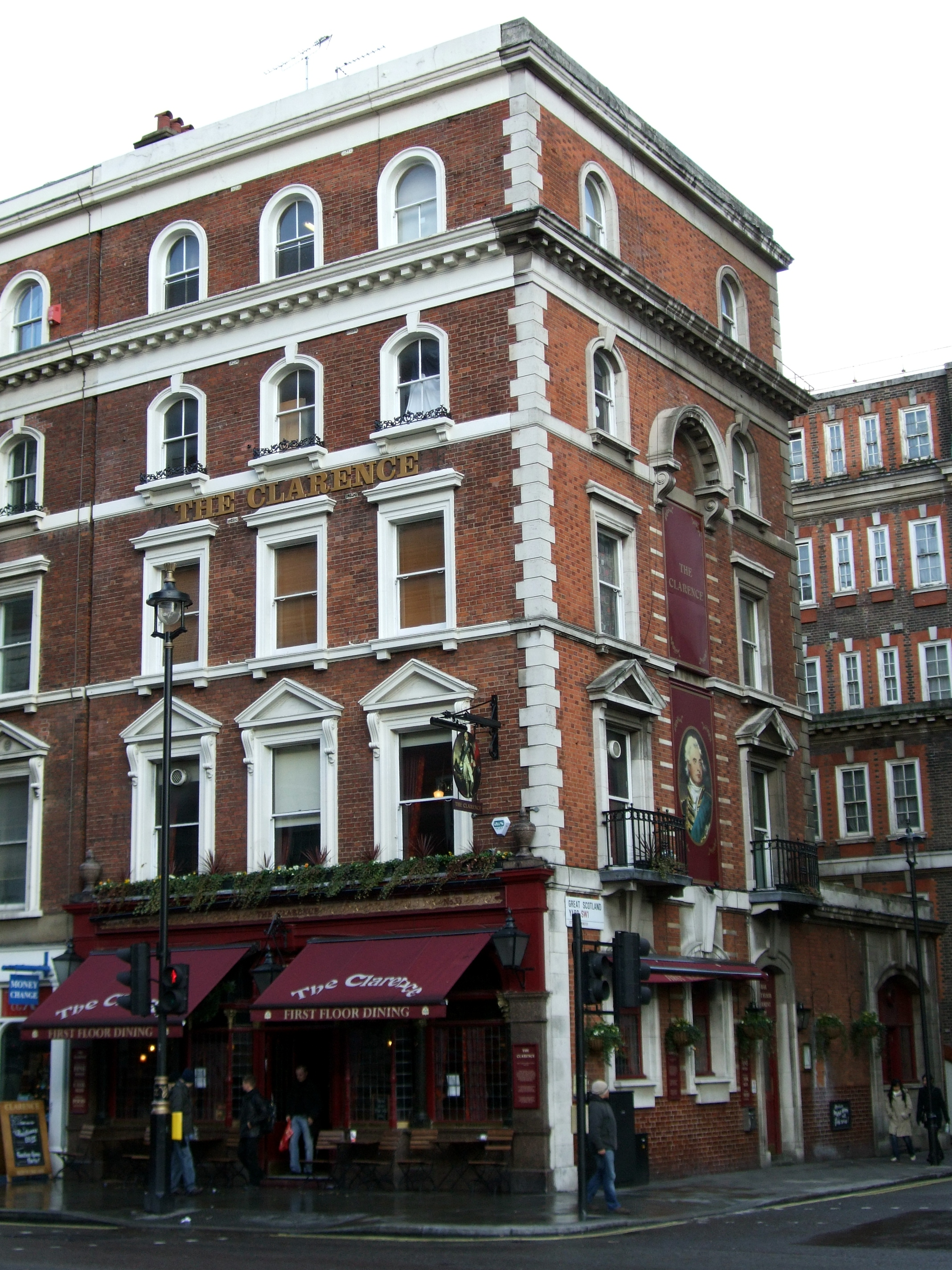
グレート・スコットランドヤード通りとホワイトホール通りの交差点の角にあるパブ「ザ・クラレンス」

クラレンス公に因んだパブ「ザ・クラレンス（The Clarence）」は、1896年に遡る。このパブはグレート・スコットランドヤードの反対側の角まで屋根付き通路で結ばれていた。この屋根付き通路は1908年の再開発で撤去され、パブの建物もその端が若干異なる色のレンガで修築された。

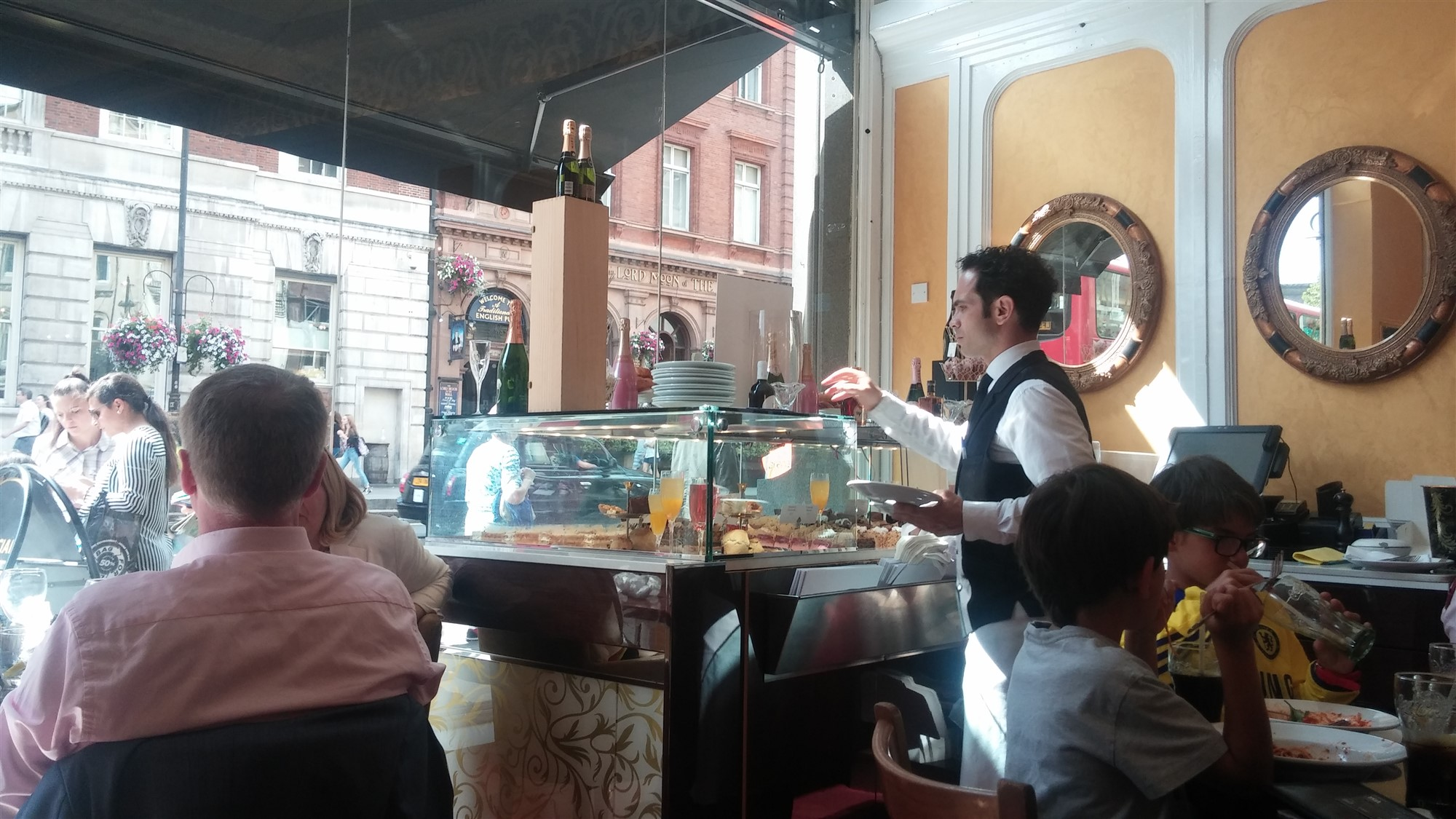
ザ・クラレンスの内部

1953年以来、イギリスの現役及び退役した公務員で作る社交クラブであるシヴィル・サーヴィス・クラブは、グレート・スコットランドヤードの「オールド・ファイア・ハウス（Old Fire House）」に拠点を置いている。

## 映画のロケ地
キーラ・ナイトレイとジェームズ・マカヴォイが主演した2007年の映画『つぐない』の第二次世界大戦のシーン、2010年の映画『ハリー・ポッターと死の秘宝 PART1』が、グレート・スコットランドヤード通りをロケ地として製作された。また、ジェームズ・ボンドの映画『007 スカイフォール』のカーチェイスシーンの一部でも、グレート・スコットランドヤード通りが使用された。